# Rhabdosciadium trichospermum
Rhabdosciadium trichospermum är en flockblommig växtart som först beskrevs av Carl von Linné, och fick sitt nu gällande namn av Minosuke Hiroe. Rhabdosciadium trichospermum ingår i släktet Rhabdosciadium och familjen flockblommiga växter. Inga underarter finns listade i Catalogue of Life.